# Barrio Esperanza
Barrio Esperanza es un barrio de la ciudad de Corrientes, ubicado al suroeste del departamento Capital de la provincia de Corrientes, Argentina.
El barrio se origina a finales de la década de 1970 y comienzos de la década del 80, como un barrio de emergencia para familias inundadas provenientes del Barrio Laguna Seca. Formado en la periferia de la ciudad, al momento de su emplazamiento como tal, no contaba con los servicios básicos (agua potable, electricidad, cloaca), sus viviendas (conocidas localmente como cortes de rancho) fabricadas con chapa de cartón, albergaban a sus primeros habitantes, en esas tres cuadras iniciales, que la conformaron . El barrio recibe servicios del municipio de la ciudad de Corrientes, pero el área es reclamada por el municipio de Riachuelo sobre la base el decreto-ley n.º 2161/1963 promulgado el 12 de julio de 1963.
Se halla casi en la margen derecha del arroyo Riachuelo, a 5 km de su desembocadura en el río Paraná, y a 3 km de la Ruta Nacional 12.

## Economía
Dentro del barrio se halla el matadero municipal de Corrientes.

## Vías de comunicación
Su principal vía de acceso es una calle que lo conecta a la avenida Maipú, calle denominada Avenida Dr. Mario José Páyes en 2010 según ordenanza municipal 5227/10 y a través de esta al norte con la ciudad de Corrientes y al este con la Ruta Nacional 12.

## Población
Integra parte de la aglomeración del Gran Corrientes. En el censo de 2001 había sido censado como localidad separada a la ciudad de Corrientes, con una población de 2236 habitantes (Indec, 2001), mientras que en 1991 la localidad aún no existía. En el censo de 2010 fue incluido dentro de la ciudad de Corrientes.

## Instituciones
El barrio Esperanza cuenta con varias instituciones, entre ellas: la Salita de Primeros auxilios, Comedores comunitarios, jardín maternal (Mitaí Roga VIII), Escuela primaria 356 Jorge Luis Borges (pública) y semiprivada como ser el Centro Virgen de Itatí, dependiente del Colegio Privado Católico del Santísimo Sacramento, ubicado en el Barrio Dr. Montaña, la escuela secundaria, iglesias de diferentes cultos (católica, evangélica). Las fiestas patronales en honor a María Madre de la Sta. Esperanza se celebran todos los 12 de septiembre.